# Stanisław von Skarbimierz

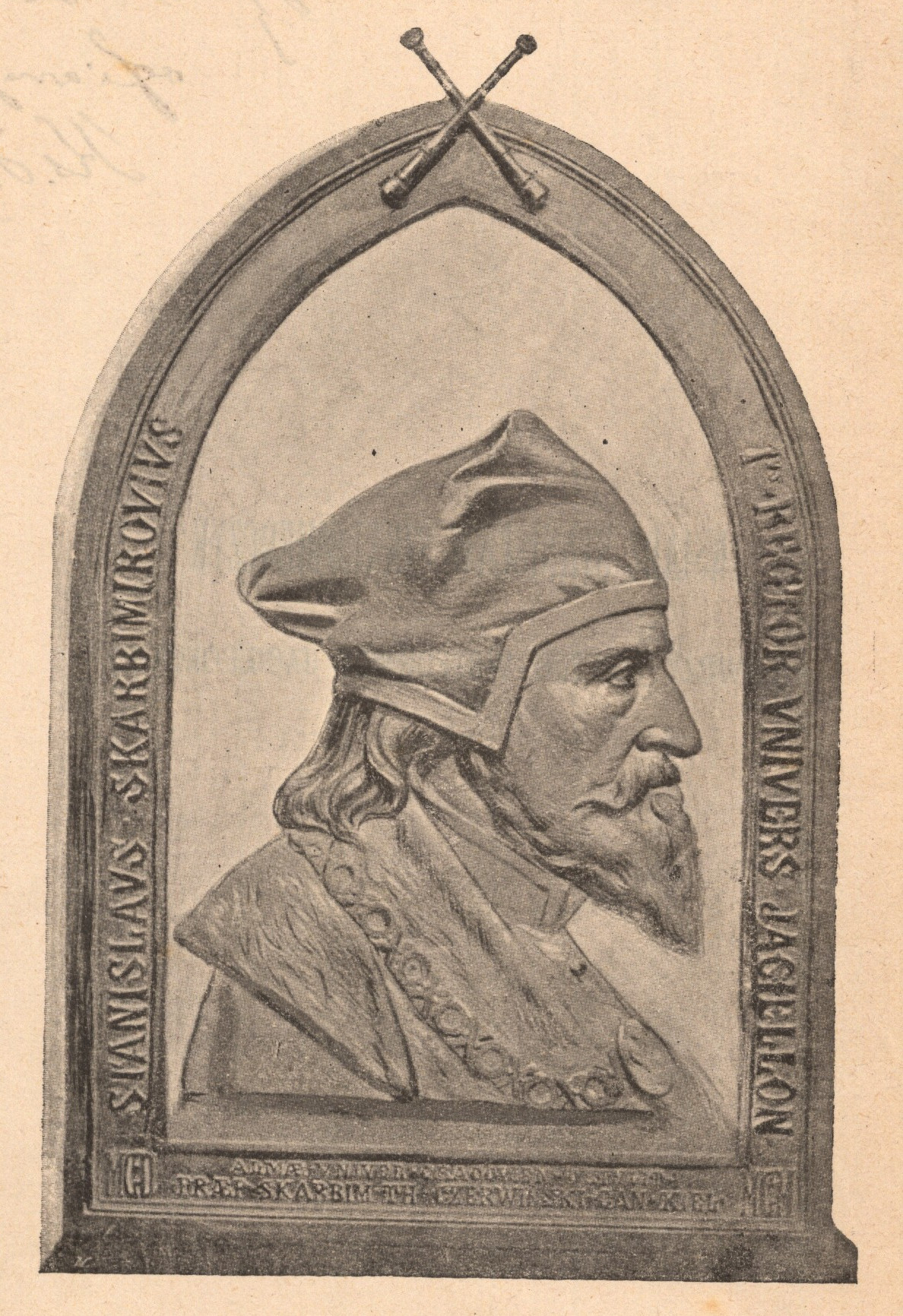
Bildnis von Stanisław von Skarbimierz

Stanisław von Skarbimierz (polnisch Stanisław ze Skarbimierza; * um 1362 in Skarbimierz; † 1431 in Krakau, Polen) war ein polnischer Jurist, Domherr der Wawelkathedrale in Krakau und zweimal Rektor der Krakauer Akademie.
Er studierte an der Karlsuniversität Prag und war einer der Teilnehmer der polnischen Delegation zum Konzil von Konstanz.
| Personendaten    | Personendaten                                            |
| ---------------- | -------------------------------------------------------- |
| NAME             | Stanisław von Skarbimierz                                |
| ALTERNATIVNAMEN  | Stanisław ze Skarbimierza                                |
| KURZBESCHREIBUNG | polnischer Jurist, Domherr der Wawelkathedrale in Krakau |
| GEBURTSDATUM     | um 1362                                                  |
| GEBURTSORT       | Skarbimierz                                              |
| STERBEDATUM      | 1431                                                     |
| STERBEORT        | Krakau, Polen                                            |